# Kreisreform Sachsen 1994/1996
Die in Sachsen in den Jahren 1994 und 1996 durchgeführte Kreisreform wurde am 24. Juni 1993 durch den Sächsischen Landtag beschlossen. Damit wurden die 1952 gebildeten 48 Kreise und sechs kreisfreien Städte in Sachsen aufgelöst und 22 neue Landkreise sowie sieben kreisfreie Städte gebildet. Diese Verwaltungsstruktur bestand bis zum 1. August 2008, als die Kreisreform Sachsen 2008 in Kraft trat.

## Hintergrund
Im April 1991 wurde durch die Staatsregierung beschlossen, in Sachsen eine Kreisgebietsreform durchzuführen. Als Ziel für die zu bildenden Landkreise galt eine Mindestgröße von 125.000 Einwohnern.
Ein erster Gesetzesvorschlag wurde durch die Staatsregierung am 29. Juni 1992 in das Gesetzgebungsverfahren eingebracht. Dem vorangegangen waren schon Anhörungen mit den betroffenen Landkreisen und Verbänden. Es sah die Bildung von sechs kreisfreien Städten und 23 Landkreisen vor. Im Rahmen des Gesetzgebungsverfahrens wurde der Zuschnitt der Landkreise mehrmals geändert. Das Endergebnis wich in vielen Fällen vom ursprünglichen Entwurf ab.
Durch einige Landkreise wurde in der Folge gegen das Gesetz Klage vor dem Sächsischen Verfassungsgerichtshof erhoben. Bei den Klagen ging es um die Auflösung des Landkreises Dresden-Land und die Bildung der Landkreise Meißen-Dresden und Sächsische Schweiz, um die Auflösung der Landkreise Hoyerswerda und Kamenz und die Bildung der kreisfreien Stadt Hoyerswerda und des Westlausitzkreises, um die Auflösung der Landkreise Plauen, Oelsnitz, Reichenbach, Auerbach und Klingenthal und die Bildung eines Elstertalkreises und eines Göltzschtalkreises und um den Sitz der Landratsämter des Landkreises Leipziger Land und des Niederschlesischen Oberlausitzkreises. Im Juni/Juli 1994 wurden die entsprechenden Gerichtsurteile gesprochen. Da das Gericht bemängelte, dass es insbesondere Mängel bei der Anhörung/Beteiligung der klagenden Landkreise im Rahmen des Gesetzgebungsverfahrens gegeben hat, wurde das Gesetz teilweise für nichtig erklärt. Die Landesregierung sah sich somit gezwungen, durch drei Änderungsgesetze die Kreisreform nachzubessern.

## Änderungsgesetze
- 1. Kreisgebietsreformänderungsgesetz vom 6. September 1995

betrifft die Änderungen über die Landkreise Meißen-Radebeul und Westlausitz-Dresdner Land.
- 2. Kreisgebietsreformänderungsgesetz vom 6. September 1995

betrifft die Bildung des Vogtlandkreises
- 3. Kreisgebietsreformänderungsgesetzes vom 23. Mai 1996

betrifft den Kreissitz des Niederschlesischen Oberlausitzkreises

## Kreisgliederung
Durch die Kreisreform wurden am 1. August 1994 folgende Landkreise neugebildet:
| Name                                | Sitz des Landratsamtes           | bestehend aus | Rechtsnachfolger von                                                 | Bemerkungen |
| ----------------------------------- | -------------------------------- | --- | -------------------------------------------------------------------- | --- |
| Landkreis Annaberg                  | Annaberg-Buchholz                | allen Gemeinden des bisherigen Landkreises Annaberg; den Gemeinden Ehrenfriedersdorf, Gelenau, Herold, Jahnsbach und Thum des Landkreises Zschopau | Landkreis Annaberg                                                   | |
| Landkreis Bautzen                   | Bautzen                          | allen Gemeinden des bisherigen Landkreises Bautzen; den Gemeinden Bischofswerda, Burkau, Demitz-Thumitz, Frankenthal, Großdrebnitz, Großharthau, Neukirch/Lausitz, Rammenau, Ringenhain, Schmölln-Putzkau, Steinigtwolmsdorf und Weifa des Landkreises Bischofswerda; den Gemeinden Hermsdorf/Spree und Steinitz des Landkreises Hoyerswerda den Gemeinden Breitendorf, Cunewalde und Weigsdorf-Köblitz des Landkreises Löbau | Landkreis Bautzen Landkreis Bischofswerda                            | Durch das 1. Änderungsgesetz kamen die Teile des Landkreises Hoyerswerda zum neuen Landkreis Westlausitz-Dresdner Land. |
| Landkreis Chemnitzer Land           | Glauchau                         | den Gemeinden des Landkreises Glauchau mit Ausnahme der Gemeinden Dennheritz und Schlunzig; allen Gemeinden des Landkreises Hohenstein-Ernstthal; den Gemeinden Bräunsdorf, Grüna, Kändler, Limbach-Oberfrohna, Mittelbach, Niederfrohna, Pleißa und Röhrsdorf des Landkreises Chemnitz; | Landkreis Chemnitz Landkreis Glauchau Landkreis Hohenstein-Ernstthal | |
| Landkreis Delitzsch                 | Delitzsch                        | allen Gemeinden des bisherigen Landkreises Delitzsch; den Gemeinden des Landkreises Eilenburg mit Ausnahme der Gemeinden Audenhain, Mockrehna, Schöna, Strelln, Wildenhain und Wildschütz | Landkreis Delitzsch Landkreis Eilenburg                              | |
| Elstertalkreis                      | Plauen                           | allen Gemeinden des Landkreises Plauen; allen Gemeinden des Landkreises Oelsnitz; den Gemeinden Breitenfeld, Erlbach, Gunzen, Landwüst, Markneukirchen, Schilbach, Schöneck, Wernitzgrün und Wohlhausen des Landkreises Klingenthal | Landkreis Oelsnitz (geplant) Landkreis Plauen (geplant)              | Aufgrund des Urteils des Verfassungsgerichtes kam die Bildung des Landkreises nicht zustande. Mit dem 2. Änderungsgesetz wurde am 1. Januar 1996 der Vogtlandkreis aus den Landkreisen Plauen, Oelsnitz, Klingenthal, Reichenbach und Auerbach gebildet.                                                |
| Landkreis Freiberg                  | Freiberg                         | allen Gemeinden des Landkreises Brand-Erbisdorf; allen Gemeinden des Landkreises Freiberg; der Gemeinde Euba vom Landkreis Chemnitz; den Gemeinden des Landkreises Flöha mit Ausnahme der Gemeinden Altenhain, Borstendorf, Dittmannsdorf, Grünhainichen und Mühlbach; den Gemeinden Neuhausen und Niedersaida des Landkreises Marienberg | Landkreis Brand-Erbisdorf Landkreis Flöha Kreis Freiberg             | |
| Göltzschtalkreis                    | Auerbach/Vogtl.                  | allen Gemeinden des bisherigen Landkreises Auerbach; allen Gemeinden des bisherigen Landkreises Reichenbach; den Gemeinden Hammerbrücke, Klingenthal, Morgenröthe-Rautenkranz, Muldenberg, Tannenbergsthal und Zwota des Landkreises Klingenthal | Landkreis Auerbach Landkreis Klingenthal Landkreis Reichenbach       | Aufgrund des Urteils des Verfassungsgerichtes kam die Bildung des Landkreises nicht zustande. Mit dem 2. Änderungsgesetz wurde am 1. Januar 1996 der Vogtlandkreis aus den Landkreisen Plauen, Oelsnitz, Klingenthal, Reichenbach und Auerbach gebildet.                                                |
| Landkreis Leipziger Land            | Borna                            | allen Gemeinden des bisherigen Landkreises Leipzig; allen Gemeinden des Landkreises Borna mit Ausnahme der Gemeinde Steinbach; allen Gemeinden des Landkreises Geithain mit Ausnahme der Gemeinden Ballendorf, Breitenborn, Buchheim, Bad Lausick, Ebersbach, Langenleuba-Oberhain und Niedersteinbach | Landkreis Borna Landkreis Geithain Landkreis Leipzig                 | |
| Landkreis Meißen-Dresden            | Meißen                           | den Gemeinden des Landkreises Dresden mit Ausnahme der Gemeinde Schönfeld-Weißig; allen Gemeinden des Landkreises Meißen; den Gemeinden Helbigsdorf und Wilsdruff des Landkreises Freital (nur bis 1998) | Landkreis Dresden Landkreis Meißen                                   | Aufgrund des Urteils des Verfassungsgerichtes konnte der Landkreis erst am 1. Januar 1996 gebildet werden. Er umfasste nicht alle Gemeinden des bisherigen Landkreises Dresden und erhielt den Namen Landkreis Meißen-Radebeul. Am 1. Januar 1997 erfolgte die Umbenennung in Landkreis Meißen.         |
| Mittlerer Erzgebirgskreis           | Marienberg                       | den Gemeinden des Landkreises Marienberg mit Ausnahme der Gemeinden Neuhausen und Niedersaida; den Gemeinden des Landkreises Zschopau mit Ausnahme der Gemeinden Ehrenfriedersdorf, Gelenau, Herold, Jahnsbach und Thum; den Gemeinden Dittersdorf und Kleinolbersdorf-Altenhain des Landkreises Chemnitz; den Gemeinden Borstendorf, Dittmannsdorf und Grünhainichen des Landkreises Flöha | Landkreis Marienberg Landkreis Zschopau                              | |
| Landkreis Mittweida                 | Mittweida                        | allen Gemeinden des Landkreises Hainichen; allen Gemeinden des Landkreises Rochlitz mit Ausnahme der Gemeinden Erlbach, Hausdorf und Lastau; den Gemeinden Auerswalde, Burgstädt, Claußnitz, Diethensdorf, Garnsdorf, Hartmannsdorf, Köthensdorf-Reitzenhain, Markersdorf bei Burgstädt, Mohsdorf, Mühlau, Niederlichtenau, Oberlichtenau, Taura bei Burgstädt und Wittgensdorf des Landkreises Chemnitz; den Gemeinden Altenhain und Mühlbach des Landkreises Flöha; den Gemeinden Breitenborn, Langenleuba-Oberhain und Niedersteinbach des Landkreises Geithain | Landkreis Hainichen Landkreis Rochlitz                               | |
| Muldentalkreis                      | Grimma                           | allen Gemeinden des Landkreises Grimma; allen Gemeinden des Landkreises Wurzen; den Gemeinden Ballendorf, Buchheim, Bad Lausick und Ebersbach des Landkreises Geithain; den Gemeinden Erlbach, Hausdorf und Lastau des Landkreises Rochlitz; der Gemeinde Steinbach des Landkreises Borna | Landkreis Grimma; Landkreis Wurzen                                   | |
| Niederschlesischer Oberlausitzkreis | Görlitz ab 16. Juni 1996: Niesky | allen Gemeinden des Landkreises Görlitz mit Ausnahme der Gemeinden Altbernsdorf, Dittersbach, Kiesdorf, Leuba, Ostritz und Schönau-Berzdorf auf dem Eigen; allen Gemeinden des Landkreises Niesky; allen Gemeinden des Landkreises Weißwasser; den Gemeinden Mönau und Uhyst des Landkreises Hoyerswerda (zum 1. Januar 1996); der Gemeinde Zoblitz des Landkreises Löbau (bereits zum 1. Januar 1994) | Landkreis Görlitz Landkreis Niesky Landkreis Weißwasser              | Mit dem 3. Änderungsgesetz wurde Niesky als Kreissitz festgelegt. Die Änderung trat am 16. Juni 1996 in Kraft. |
| Landkreis Riesa-Großenhain          | Großenhain                       | allen Gemeinden des Landkreises Großenhain; allen Gemeinden des Landkreises Riesa | Landkreis Riesa Landkreis Großenhain                                 | |
| Sächsischer Oberlausitzkreis        | Zittau                           | allen Gemeinden des Landkreises Löbau mit Ausnahme der Gemeinden Breitendorf, Cunewalde, Weigsdorf-Köblitz und Zoblitz; allen Gemeinden des Landkreises Zittau; den Gemeinden Altbernsdorf, Dittersbach, Kiesdorf, Leuba, Ostritz und Schönau-Berzdorf auf dem Eigen des Landkreises Görlitz | Landkreis Löbau Landkreis Zittau                                     | Der Landkreis wurde am 1. Januar 1995 in Landkreis Löbau-Zittau umbenannt. |
| Landkreis Sächsische Schweiz        | Pirna                            | allen Gemeinden des Landkreises Pirna; allen Gemeinden des Landkreises Sebnitz (inklusive der zum 1. Januar 1994 aus dem Landkreis Bischofswerda nach Stolpen eingegliederten Gemeinde Lauterbach) | Landkreis Pirna Landkreis Sebnitz                                    | Durch das 1. Änderungsgesetz erhielt der Landkreis die Gemeinde Schönfeld-Weißig des Landkreises Dresden. |
| Landkreis Stollberg                 | Stollberg/Erzgeb.                | allen Gemeinden des bisherigen Landkreises Stollberg; der Gemeinde Zwönitz des Landkreises Aue; den Gemeinden Adorf/Erzgebirge, Burkhardtsdorf, Einsiedel, Kemtau, Klaffenbach, Neukirchen/Erzgebirge des Landkreises Chemnitz | Landkreis Stollberg                                                  | |
| Landkreis Torgau-Oschatz            | Torgau                           | allen Gemeinden des Landkreises Torgau; allen Gemeinden des Landkreises Oschatz; den Gemeinden Audenhain, Mockrehna, Schöna, Strelln, Wildenhain und Wildschütz des Landkreises Eilenburg | Landkreis Oschatz Landkreis Torgau                                   | |
| Weißeritzkreis                      | Dippoldiswalde                   | allen Gemeinden des Landkreises Dippoldiswalde; allen Gemeinden des Landkreises Freital (zunächst ohne Helbigsdorf und Wilsdruff, die 1998 hinzukamen) | Landkreis Dippoldiswalde Landkreis Freital                           | |
| Westerzgebirgskreis                 | Aue                              | allen Gemeinden des Landkreises Aue außer Zwönitz; allen Gemeinden des Landkreises Schwarzenberg | Landkreis Aue Landkreis Schwarzenberg                                | Der Name des Landkreises wurde durch Kreistagsbeschluss am 1. Januar 1995 in Landkreis Aue-Schwarzenberg geändert. |
| Westlausitzkreis                    | Kamenz                           | allen Gemeinden des Landkreises Kamenz; allen Gemeinden Landkreises Hoyerswerda mit Ausnahme der Gemeinden Hermsdorf/Spree, Hoyerswerda (nunmehr kreisfrei), Mönau, Steinitz und Uhyst; den Gemeinden Bretnig-Hauswalde, Großröhrsdorf, Kleinröhrsdorf, Lichtenberg, Ohorn und Pulsnitz des Landkreises Bischofswerda | Landkreis Hoyerswerda Landkreis Kamenz                               | Aufgrund des Urteils des Verfassungsgerichtes konnte der Landkreis erst am 1. Januar 1996 gebildet werden. Er erhielt den Namen Landkreis Westlausitz-Dresdner Land. Dabei erhielt der Landkreis Teile des früheren Landkreises Dresden. Am 1. April 1996 erfolgte die Umbenennung in Landkreis Kamenz. |
| Landkreis Zwickauer Land            | Werdau                           | allen Gemeinden des Landkreises Werdau; allen Gemeinden des Landkreises Zwickau; den Gemeinden Dennheritz und Schlunzig des Landkreises Glauchau | Landkreis Werdau Landkreis Zwickau                                   | |

Außerdem wurden die kreisfreien Städte Chemnitz, Dresden, Görlitz, Hoyerswerda (ab dem 1. Januar 1996), Leipzig, Plauen und Zwickau gebildet.
Der Landkreis Döbeln wurde durch die Kreisreform nicht berührt.